# Sargentes de la Lora (kommunhuvudort)
Sargentes de la Lora är en kommunhuvudort i Spanien.   Den ligger i provinsen Provincia de Burgos och regionen Kastilien och Leon, i den norra delen av landet, 260 km norr om huvudstaden Madrid. Sargentes de la Lora ligger 1 016 meter över havet och antalet invånare är 204.
Terrängen runt Sargentes de la Lora är huvudsakligen kuperad, men den allra närmaste omgivningen är platt. Runt Sargentes de la Lora är det mycket glesbefolkat, med 2 invånare per kvadratkilometer. Närmaste större samhälle är San Martín de Elines, 6,6 km norr om Sargentes de la Lora. Trakten runt Sargentes de la Lora består i huvudsak av gräsmarker.